# Mauser-CZ

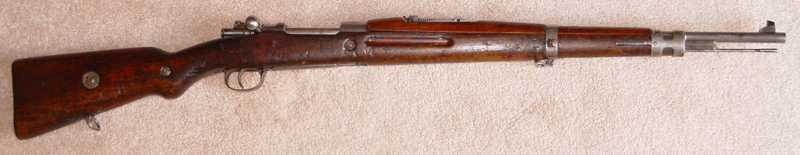
Le fusil Vzor 1924

Mauser-CZ (« CZ » pour la compagnie Ceská Zbrojovka Brno, en tchèque : 'Manufacture d'Armes Tchèque de Brno'), Puška vz. 24 (du tchèque Puška, 'fusil', et vz. 24, raccourci de Vzor 24, 'modèle 24') ou Gewehr 24 (t) (de l'allemand Gewehr, 'fusil' et Tschechoslowakei, Tchéchoslovaquie), sont des termes qui désignent une famille de fusils tchécoslovaques basés sur les fusils allemands Gewehr 98 ('modèle de fusil de l'année 1898') et Karabiner 98k (pour les variantes postérieurs à 1935), tous fabriqués entre 1924 et le début des années 1960.

## Origine
En 1924, à la suite du Traité de Versailles interdisant l'exportation d'armes par l'Allemagne, le marché mondial du fusil militaire est partagé entre la FN Herstal et la Ceská Zbrojovka Brno, qui produisent toutes les deux des dérivés du célèbre Gewehr 98. Entre 1938 et 1945, plusieurs entreprises tchécoslovaques en plus de la CZ produisent une variante pour armer la Wehrmacht (11 Divisions) et la Waffen-SS. Il s'agit de copies quasi parfaites du Kar. 98k, produites jusqu'aux environs de 1960.

## Une grande famille
- Fusils: Vz 98/22, Vz 98/29, Vz 24, G24 (t)
- Carabines : Vz 24, Vz 12/33
- Mousquetons : Vz 16/33

## De nombreux clients
Le premier client fut la Tchécoslovaquie. Les fusils de CZ sont vendus avant 1938 aux pays suivants : Arabie saoudite, Brésil, Chine, Colombie, Estonie, Éthiopie, Guatemala, Honduras, Iran (alors encore la Perse), Lettonie Nicaragua, Pérou, Roumanie, Salvador, Turquie et Yougoslavie.  L'Arabie Saoudite, l'Argentine, la Bolivie, Cuba,  l'Espagne, le Japon impérial, la Lituanie, le Mexique, le Paraguay, le Salvador, l'Uruguay et le Venezuela complétèrent leurs arsenal de Mauser de fabrication locale mais aussi allemande (Mauser Standard Modell ou belge (Mauser-FN) par des armes produites à Brünn.
Après 1945, s'ajoutent l'Armée de libération nationale en Algérie, la Corée du Nord (surplus japonais puis don de la Chine populaire) Israël, le Pakistan, la Syrie et le Vietminh.

## Copies chinoises
À partir de 1927, le gouvernement nationaliste chinois a commencé à commander des fusils et, en 1937, il avait acheté 195 000 Vz. 24. Ils ont été utilisés pendant la Seconde Guerre sino-japonaise à la fin des années 1930 et beaucoup de ces fusils ont été capturés par les forces japonaises. Ils ont ensuite été utilisés pour armer cinq divisions d'infanterie stationnées en Chine  ainsi que l' Armée collaborationniste chinoise . À partir de 1937, la Chine a fabriqué une des variante du Vz. 24 dont certaines comportaient un canon plus court et une baïonnette repliable sur le côté copiée sur celle de la Carabine Type 44 japonaise . Ce  fusil hybride mesure 1,10 m (1,47 m avec la baïonnette au canon) pour 4,3 kg sans munitions.

## Un usage militaire long et intensif
Les Mauser de la CZ-Brno sont utilisés lors de la  seconde guerre sino-japonaise, la guerre d'Espagne (Républicains et Brigadistes), la Seconde Guerre mondiale (notamment adoptés par les Waffen-SS et les Gebirgsjägers de la Wehrmacht) , la guerre israélo-arabe de 1948-1949, les guerres indo-pakistanaises, la guerre civile chinoise, la guerre de Corée, la guerre d'Indochine, la guerre d'Algérie et la guerre du Viêt Nam.
Les Mauser Tchécoslovaques furent aussi utilisées dans des conflits moins connus des Français comme la révolution brésilienne de 1930, la guerre du Chaco ou la guerre péruano-équatorienne de 1941. En Afrique, l'armée éthiopienne est équipée de Mauser fabriqués à Brno, lors de la seconde guerre italo-éthiopienne, comme les Tigres katangais lors des première et deuxième guerre du Shaba, et aussi la guerre civile angolaise.

## Données numériques
| Modèle     | Calibre                                    | Longueur | Canon | Masse   | Magasin      |
| ---------- | ------------------------------------------ | -------- | ----- | ------- | ------------ |
| Vz 98/22   | 7,92 mm Mauser                             | 1,26 m   | 74 cm | 4,10 kg | 5 cartouches |
| Vz 98/29   | 7,92 mm Mauser                             | 1,26 m   | 74 cm | 4,15 kg | 5 cartouches |
| Vz 24      | 7,92 mm Mauser / 7mm Mauser/7,65 mm Mauser | 1,10 m   | 59 cm | 4,2 kg  | 5 cartouches |
| Vz 12/33   | 7,92 mm Mauser / 7mm Mauser/7,65 mm Mauser | 1,07 m   | 56 cm | 3,5 kg  | 5 cartouches |
| Vz 16/33   | 7,92 mm Mauser                             | 99,5 cm  | 49 cm | 3,25 kg | 5 cartouches |
| Gew 24 (t) | 7,92 mm Mauser/7,62 OTAN                   | 1,10 m   | 59 cm | 4,2 kg  | 5 cartouches |

En France, la loi imposait, pour l'utilisation en tant qu'arme de chasse de ces armes, le changement de calibre, tel que le 8x60S ou le 8x64S.
Depuis la nouvelle loi dont le décret d'application est paru en septembre 2015, les armes militaire chambrées dans leur calibre d'origine, qui sont à réarmement manuel, ne sont plus soumises à autorisation, mais doivent être déclarées en préfecture. 

## Sources
- Luc Guillou, Mauser : fusils et carabines militaires, 2 tomes, Éditions du Portail, 1997 et 2004
- Jean Huon, Le Mauser 98 et ses dérivés, Crépin Leblond, 2003